# Kodiyala, Krishnarajanagara
Kodiyala là một làng thuộc tehsil Krishnarajanagara, huyện Mysore, bang Karnataka, Ấn Độ.